# 韋爾霍伊火山
韋爾霍伊火山是俄羅斯的火山，位於堪察加半島北部，屬於中部山脈的一部分，海拔高度1,432米，山體在更新世晚期至全新世初期形成，最近一次火山噴發在全新世發生。